# Lecheo
Il Lecheo (in greco antico: τὸ Λεχαῖον?, tò Lecháion) era una cittadina greca antica in cui si trovava il porto della città di Corinto.

## Descrizione
Il porto, situato sul golfo di Corinto, era collegato alla città di Corinto da delle lunghe mura di 12 stadi, che correvano da nord a sud; la parete di destra era chiamata "orientale" e quella di sinistra "occidentale" o "di Sicione". In mezzo alle due pareti c'era un grande spazio, tanto da permettere ad un esercito di prepararsi per dar battaglia.
La zona compresa tra Corinto e il Lecheo era pianeggiante e composta prevalentemente da sabbia ed il porto doveva quindi essere artificiale, finanziato riccamente dalle famiglie facoltose corinzie. Dove sorgeva il porto ora c'è una laguna circondata da collinette di sabbia.
In epoca antica il porto del Lecheo ospitava regolarmente parte delle navi da guerra di Corinto e, in seguito, la flotta reale macedone. Fu anche la stazione di riferimento per il commercio tra la Grecia occidentale e l'Italia.
La vicinanza di Corinto al Lecheo impedì a quest'ultima cittadina di espandersi e diventare importante, come invece accadde per il Pireo ad Atene. Gli unici edifici pubblici nel II secolo erano un tempio di Poseidone (chiamato "Poseidone Lecheo") e uno di Zeus Olimpio, collocato vicino al mare.